# Foley (Alabama)
Foley is een plaats (city) in de Amerikaanse staat Alabama, en valt bestuurlijk gezien onder Baldwin County.

## Demografie
Bij de volkstelling in 2000 werd het aantal inwoners vastgesteld op 7590.
In 2006 is het aantal inwoners door het United States Census Bureau geschat op 12.712, een stijging van 5122 (67,5%).

## Geografie
Volgens het United States Census Bureau beslaat de plaats een oppervlakte van
37,0 km², geheel bestaande uit land. Foley ligt op ongeveer 35 m boven zeeniveau.

## Plaatsen in de nabije omgeving
De onderstaande figuur toont de plaatsen in een straal van 24 km rond Foley.